# Jon St. John

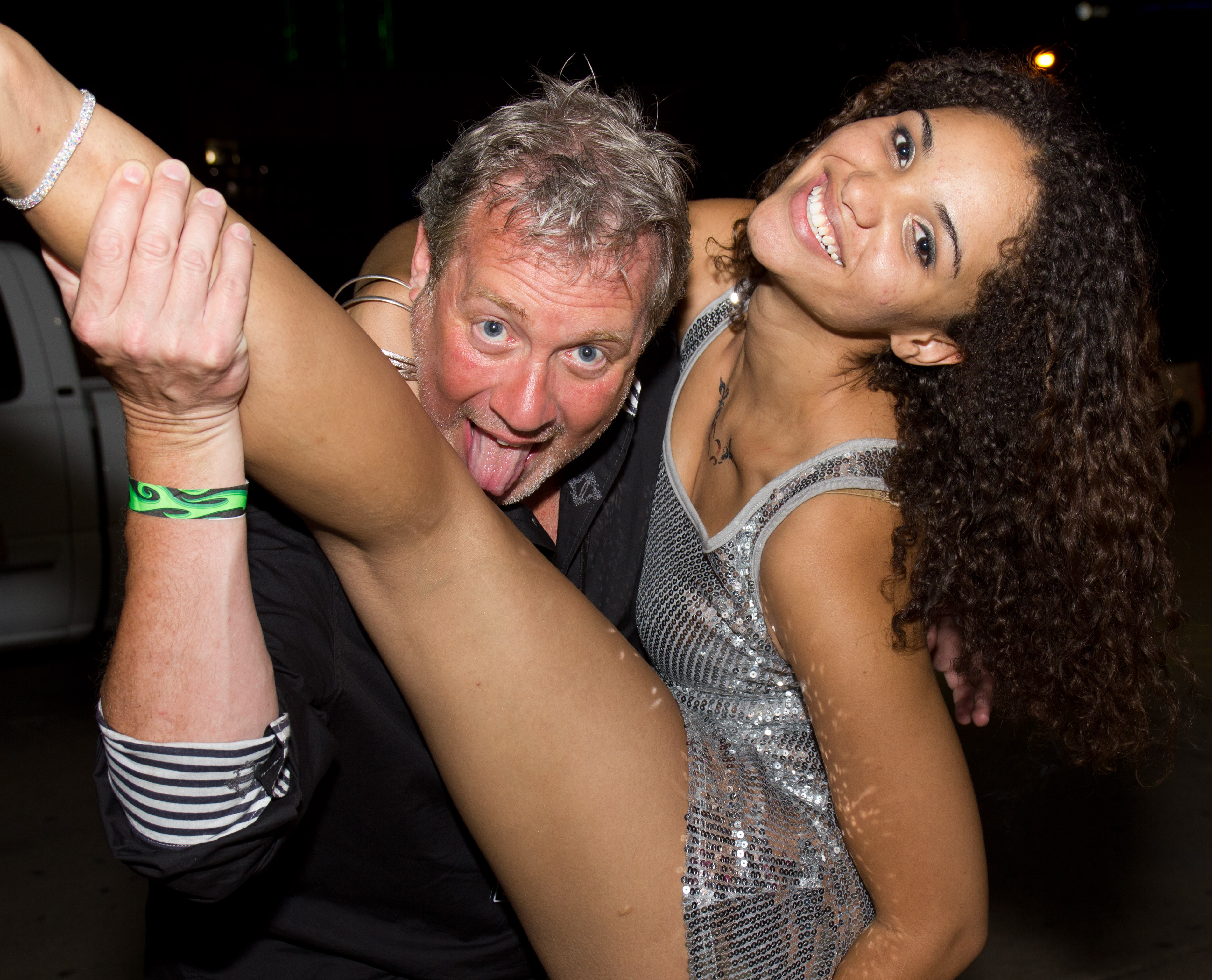
Jon St. John till vänster.

Jon St. John, född 19 december 1960, är en amerikansk röstskådespelare.
Jon St. John startade sin karriär 1975 som DJ på en radiostation och blev känd för sin röstbegåvning samt sin tekniska begåvning. Han blev anställd som produktionschef på flera amerikanska radiostationer i städer som: Norfolk, New Orleans, Philadelphia, Phoenix, San Diego och Los Angeles. 
Jon St.John har medverkat i flera kända datorspel som: Duke Nukem 3D, Duke Nukem Forever, Duke Nukem: Time to Kill, Duke Nukem: Manhattan Project, Half-Life: Blue Shift, Half-Life: Opposing Force, America's Army, Heroes of Newerth och This is the Police.
Jon St. John är mest känd för att gjort rösten till "Duke Nukem" som fick ett stort genombrott även på äldre dagar över internet via Youtube-klippet kallad "Duke Nukem Forever" (gjord av videocompiler) som har blivit extremt populärt med flera miljoner tittare. Jon St. John medger i en intervju med UltraNeko att skämtet är roligt och att han önskar att det vore han som utförde det.
2011 spelade Jon St. John in ett  (Announcer package - Bad Ass) till spelet Heroes of Newerth. Jon St. John hyrdes av S2 Games den 15 februari 2011 för att spela in detta och betalades $30000.[källa behövs]